# Ophyx ochroptera
Ophyx ochroptera là một loài bướm đêm trong họ Erebidae.